# North Wembley (métro de Londres)
North Wembley (en anglais : North Wembley tube station ou North Wembley Underground Station), est une station de la ligne Bakerloo du métro de Londres, en zone 4 Travelcard. Elle est située sur l'East Lane, à North Wembley, sur le territoire du borough londonien de Brent, dans le Grand Londres.
Elle est en correspondance avec la gare de North Wembley desservie par le réseau London Overground dont les trains de banlieue utilisent les mêmes voies et quais.

## Situation sur le réseau
La station North Wembley de la ligne Bakerloo du métro de Londres utilise l'infrastructure, quais et voies, de la gare de North Wembley sur la Watford DC line (en) qu'emprunte la ligne Bakerloo. Elle est située entre la station South Kenton, en direction du terminus Harrow & Wealdstone et la station Wembley Central en direction du terminus Elephant & Castle.

Plans : de la Bakerloo line, de la Watford DC line et des transports à Londres
Bakerloo line.
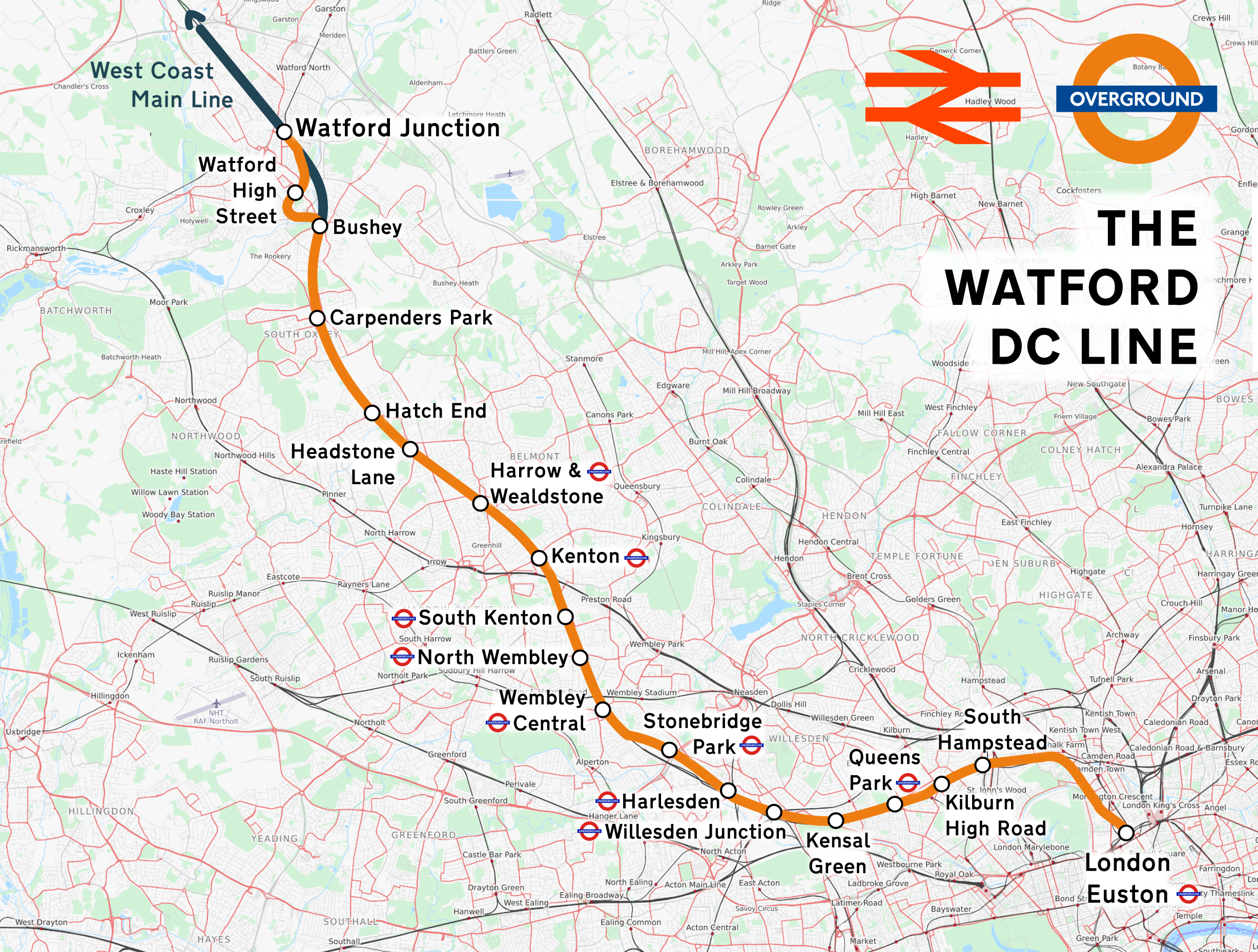
Watford DC line.
Réseaux de Londres.

## Histoire
La station North Wembley est mise en service le 16 avril 1917, dans les infrastructures de la gare ouverte en 1912.

## Services aux voyageurs

### Accès et accueil
La station utilise l'entrée principale, commune avec la gare, sur l'East Lane, à North Wembley.

### Desserte
North Wembley est desservie par les rames de la ligne Bakerloo du métro de Londres circulant sur la relation Harrow & Wealdstone  et Elephant & Castle.

Voies et quais
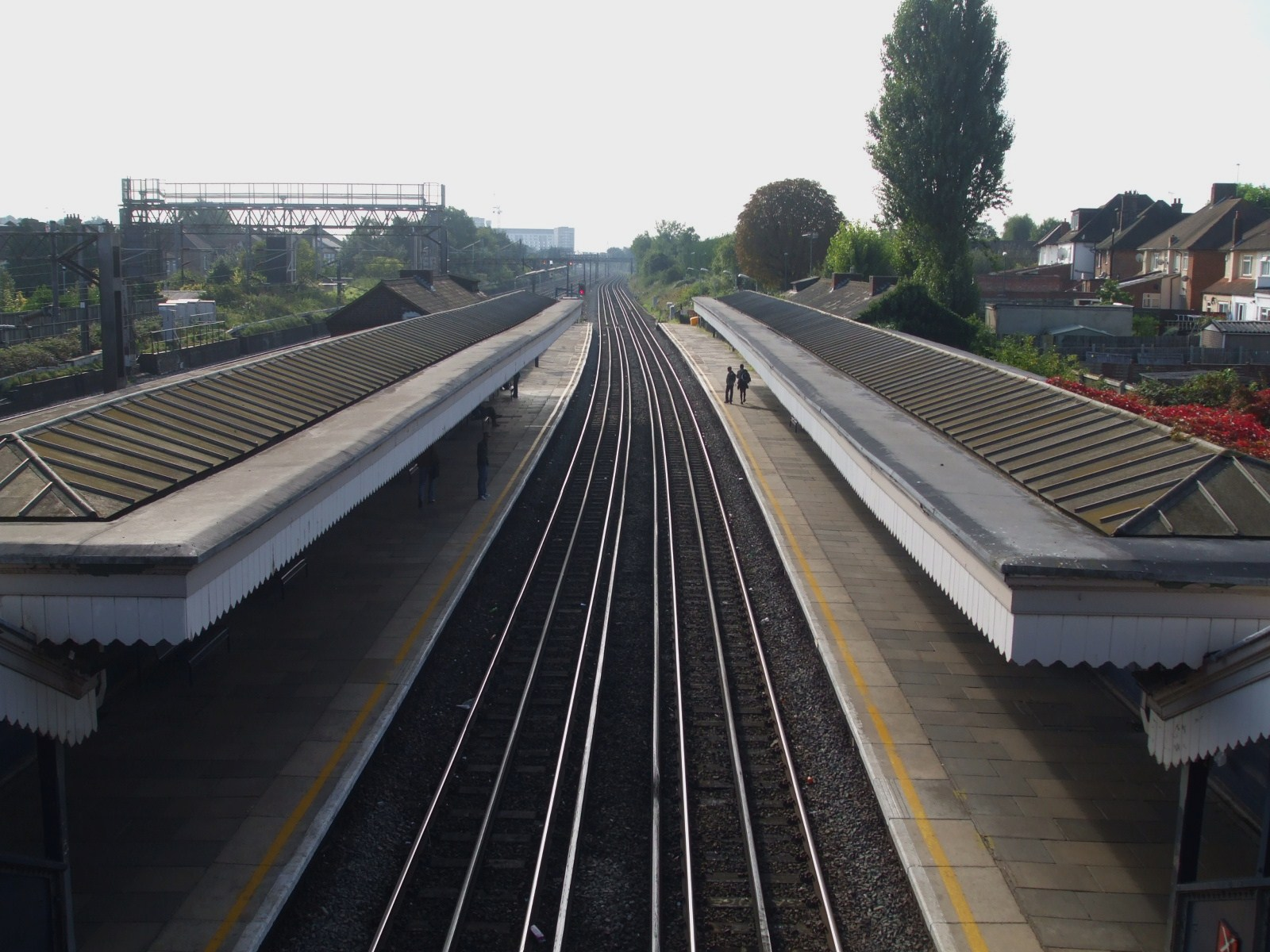
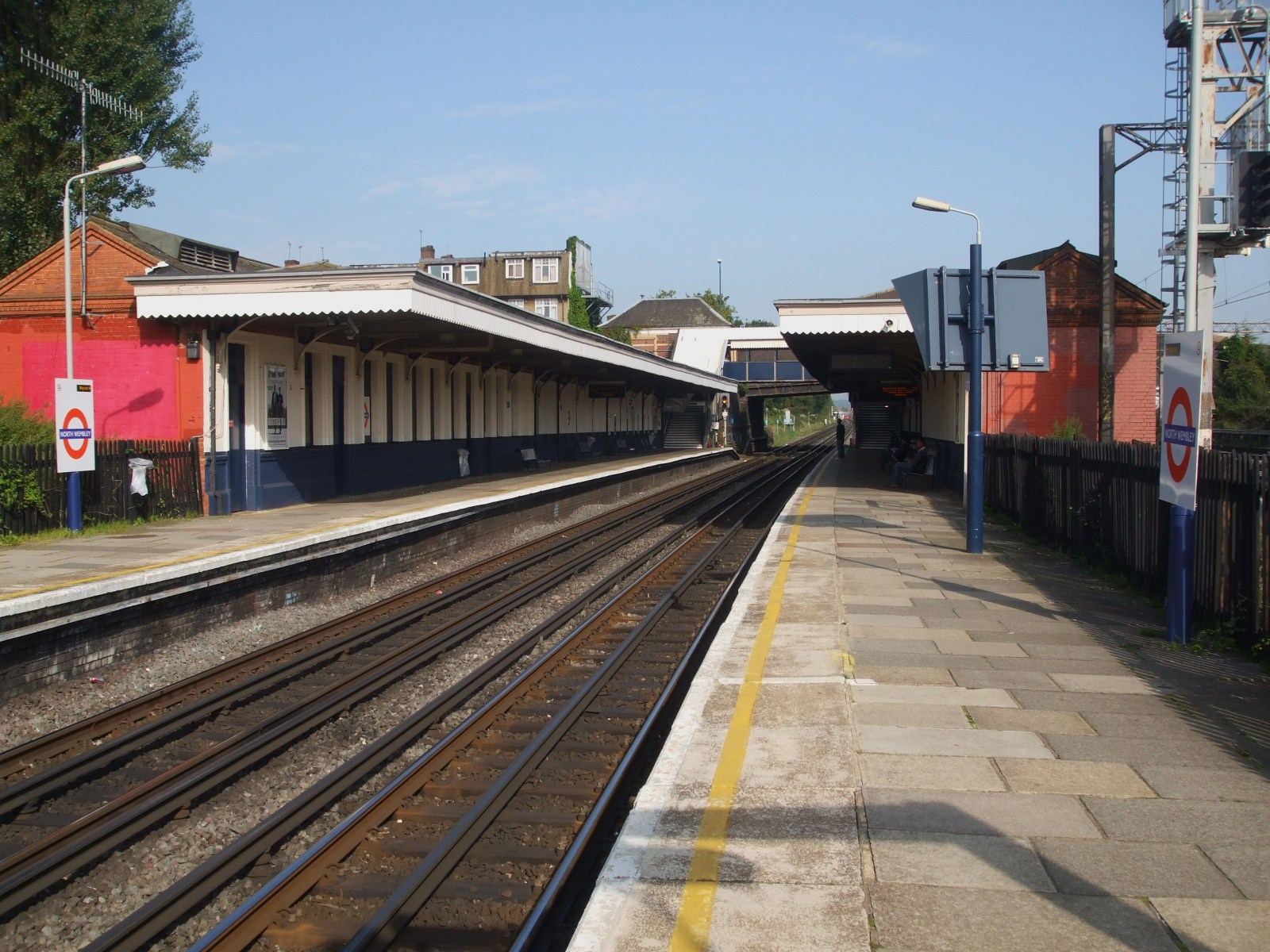
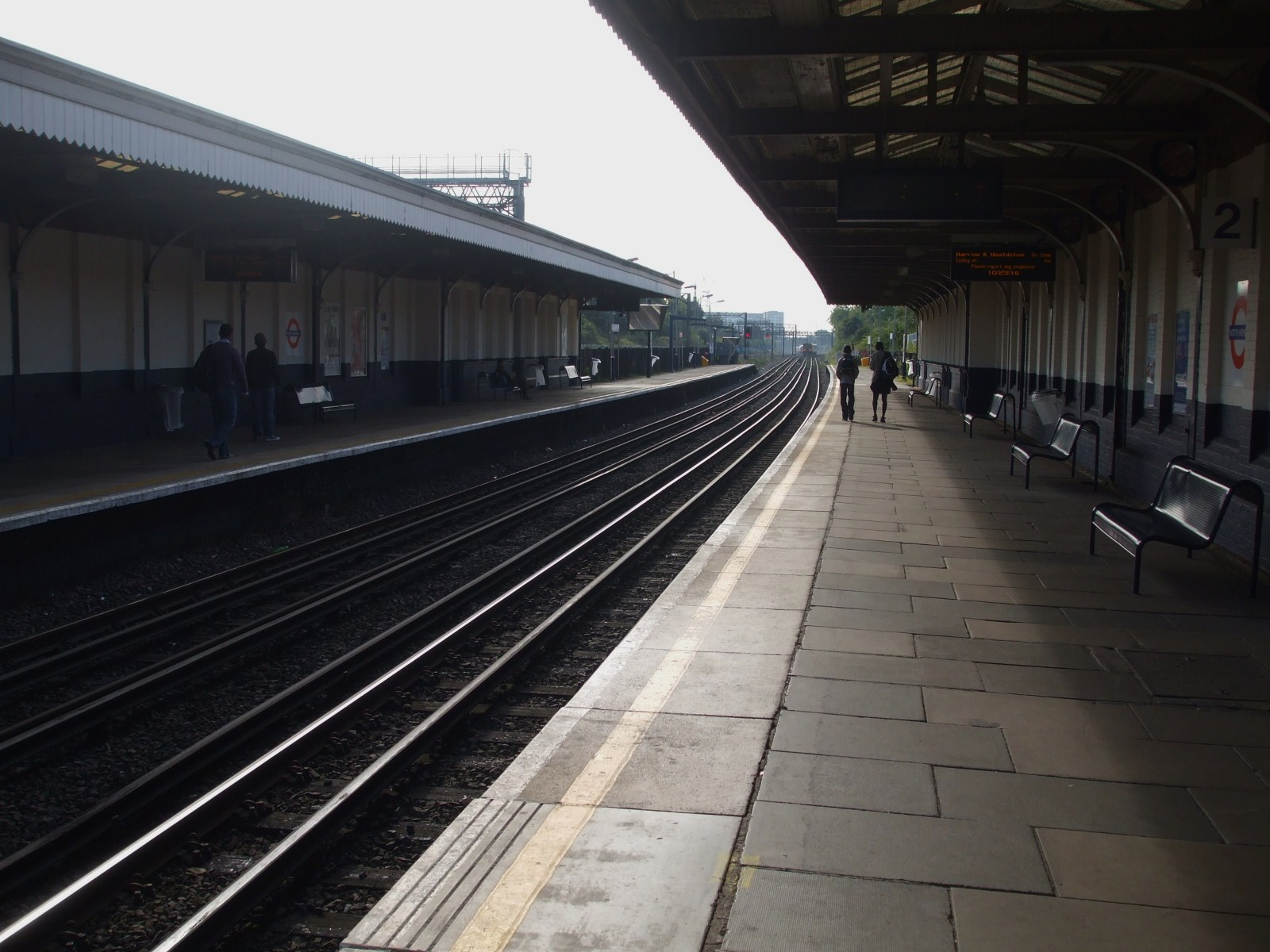

### Intermodalité
Elle est en correspondance avec la gare de North Wembley, du réseau London Overground, qui utilise la même infrastructure (voies et quais).
Comme la gare, la station est desservie par des lignes des autobus de Londres : 245 et 483.

## À proximité
- Wembley
- North Wembley